# Bernhard Fries

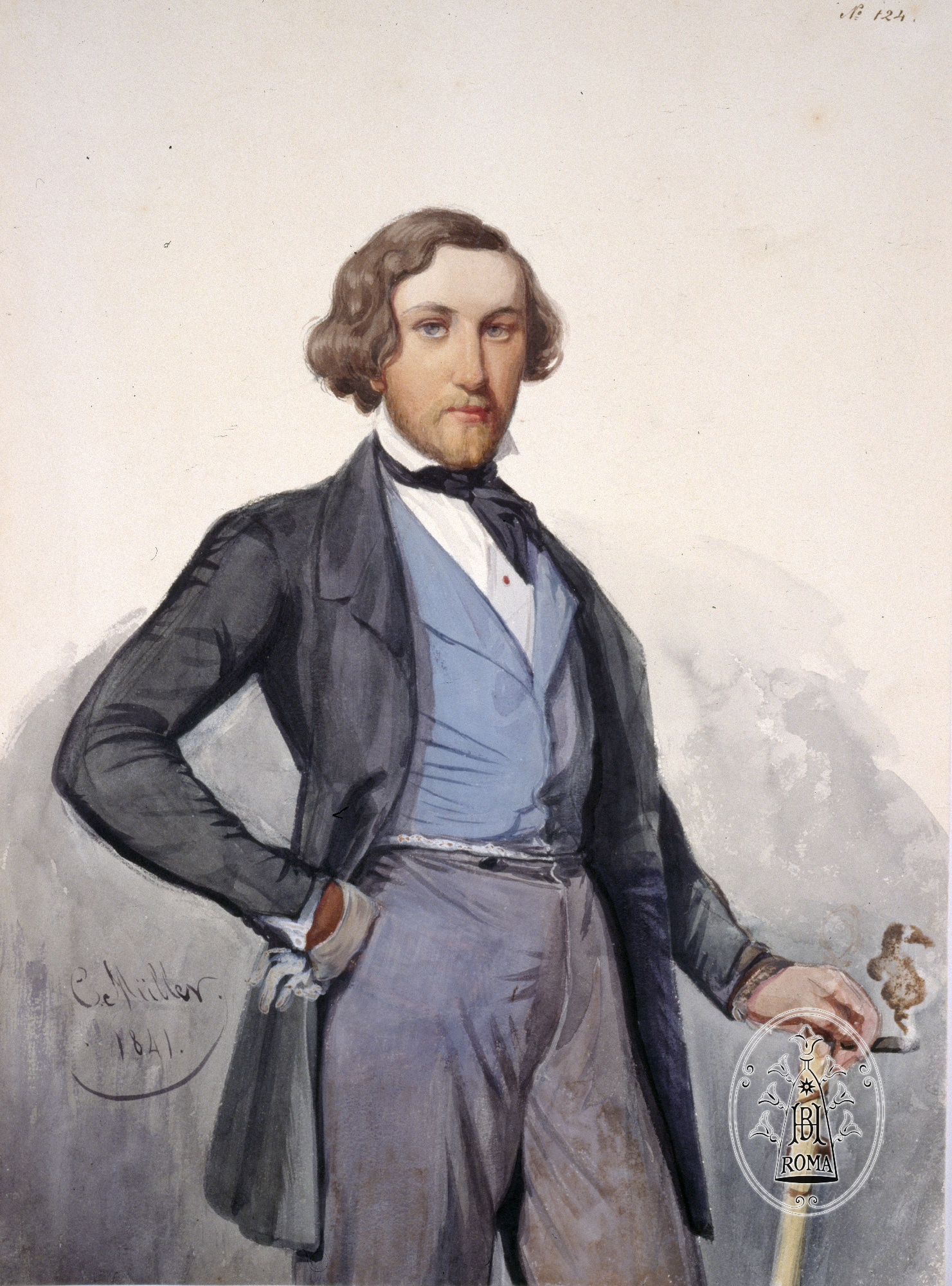
Porträtt av Fries signerat 1841.

Bernhard Fries, född den 16 maj 1820 i Heidelberg, död den 21 maj 1879 i München, var en tysk målare. Han var son till Christian Adam Fries och bror till Ernst Fries. 
Fries vistades 1838–45 i Italien och var därefter för det mesta verksam i München. Han är representerad i Nya pinakoteket och i Schacks galleri genom italienska landskap. Fries målade också en cykel av 40 dylika – ett slags motstycke till Rottmanns bekanta grekiska landskap. 